# 건설워크넷
건설워크넷은 국토교통부가 구축한 온라인 취업지원시스템이다. 건설워커와 고용노동부 워크넷이 제휴 채용정보를 지원한다.

## 같이 보기
- 국토교통부
- 고용노동부
- 건설워커